# Araeopteron griseata
Araeopteron griseata là một loài bướm đêm trong họ Erebidae.